# Кочергіна Тетяна (співачка)
Тетяна Кочергіна (нар. 29 серпня у місті Моршанськ, Тамбовська область, РРФСР, СРСР) — радянська і українська співачка. Заслужена артистка України (2011).
Закінчила Черкаське музичне училище, почала кар'єру естрадної співачки в кримському ВІА «Чайки».
У 1976 році Тетяна Кочергіна повернулася до Черкас і стала солісткою керованого Олександром Зуєвим ВІА «Калина», у тому ж році вона розділила друге місце з Розою Римбаєвою на Всесоюзному конкурсі виконавців радянської пісні в Ризі і була запрошена до Київського мюзик-холу.
У 1979 р. виходить її перший альбом рос. «Звёздный час», а через два роки — записаний у 1980 р. диск рос. «Уроки музыки».
У 1980 році продюсер Микола Гребенник (за тодішньою термінологією – художній керівник) створив для Кочергіної власний гурт «Зоряний час». У 1981 році Кочергіна отримала II премію на міжнародному фестивалі «Золотий Орфей» в Болгарії. «Зоряний час» тяжів до хард-року. У нелегкі для рок-музики часи Кочергіна з гуртом повернулася до Черкаської філармонії – його перейменували на «ХХ-те Століття», весь репертуар складали хард- і джаз-рокові номери. У 1988 році «Мелодія» випустила платівку «Тетяна Кочергіна і XX-те Століття». Гурт побував з гастролями у Португалії (1988), виступав на фестивалях «Рок-Панорама-87» в Москві, в Барселоні (1988), на конкурсі «Інтерталант-89» у Празі. 
Після народження сина Тетяна Кочергіна відійшла від концертної діяльності. 
На пенсії, мешкає в Черкасах.